# Commander (Royal Navy)
Pour les articles homonymes, voir Commander.
Commander (souvent abrégé par Cdr) est un grade d'officier supérieur de la Royal Navy. 
Il se classe au-dessus du lieutenant commander et au-dessous du captain. Il est noté OF-4 dans le code OTAN des grades. Il équivaut au grade de lieutenant-colonel dans l'armée de terre britannique et dans les Royal Marines, ainsi qu'à celui de wing commander dans la Royal Air Force. Il est équivalent au grade de capitaine de frégate dans les marines francophones : belge, canadienne ou française par exemple.
Les officiers de la Royal Navy du grade de commander peuvent servir à la mer, à bord de bâtiments ou au sein d'états-majors, ou à terre dans des états-majors, des bases navales ou d'autres établissements de services.
À la mer, un commander peut commander une frégate, un destroyer, un sous-marin, une division de petits bâtiments, ou une flottille de l'aéronautique navale.
À noter que le commandant en second d'un bâtiment est appelé the commander, lorsqu'il détient le grade de capitaine de frégate.[réf. nécessaire]
Sur un porte-avions, le commander (air) est l'officier qui commande l'aviation embarquée. Il cumule les fonctions de commandant de groupe aérien et celle de chef-aviation (soit CAG et Air Boss suivant la terminologie américaine) mais il ne vole pas opérationnellement. Il est directement subordonné au commandant du navire, en parallèle au commander, qui est le second du navire.

## Historique
Commander est l'abréviation — apparue officiellement en 1794 — de Master and commander, grade de l'officier qui, commandant un sloop of war (à peu près l'équivalent d'une corvette, bâtiment trop petit pour justifier la présence simultanée d'un Captain (capitaine de vaisseau) et d'un Master (navigateur)), cumulait les deux fonctions.
En 1794, la Royal Navy a raccourci la désignation de "Master and Commander" à "Commander" ; toutefois pendant plusieurs années l'ancienne appellation est restée (officieusement) dans le langage courant. 
Le grade de Commander dans la marine correspondait à l'époque de l'amiral Nelson, à celui de Major (Commandant) dans l'armée, un Captain étant alors l'équivalent d'un Lieutenant-colonel, puis d'un Colonel au bout de trois ans d'ancienneté. Ce n'est qu'au début du XXe siècle que la création du grade de Lieutenant-commander vint décaler les correspondances de grade vers leurs valeurs actuelles.  

## Insigne et uniforme

Manche
Patte d'épaule

L'insigne est composée de trois galons larges, tressés d'or avec une boucle dans l'anneau supérieur.

## Culture populaire
- Le personnage de James Bond est titulaire du grade de commander dans la plupart des livres et adaptations cinématographiques.